# Adrian Holovaty
 (février 2022).
Si vous disposez d'ouvrages ou d'articles de référence ou si vous connaissez des sites web de qualité traitant du thème abordé ici, merci de compléter l'article en donnant les références utiles à sa vérifiabilité et en les liant à la section « Notes et références ».
Adrian Holovaty (né en 1981) est un développeur web américain, journaliste et entrepreneur de Chicago, en Illinois, qui vit à Amsterdam, aux Pays-Bas. Il est le co-développeur du framework web Django  et un avocat du « journalisme via la programmation informatique. »
Il est aussi un joueur aguerri de guitare dans le style du Jazz gipsy.